# Corydalis blanda
Corydalis blanda là một loài thực vật có hoa trong họ Anh túc. Loài này được Schott mô tả khoa học đầu tiên năm 1857.